# بخش پاسارگاد
بخش پاسارگاد که در گذشته بخش هخامنش نامیده میشد، یکی از بخش‌های شهرستان پاسارگاد در استان فارس ایران است.

## جمعیت
براساس سرشماری مرکز آمار ایران در سال ۱۳۹۵، جمعیت بخش پاسارگاد ۶٬۱۶۱
نفر بوده‌است.

## تقسیمات کشوری
- بخش پاسارگاد
  - دهستان مادرسلیمان
  - دهستان ابوالوردی

شهر : مادرسلیمان